# Mitius flavipes
Mitius flavipes är en insektsart som först beskrevs av Lucien Chopard 1928.  Mitius flavipes ingår i släktet Mitius och familjen syrsor. Inga underarter finns listade i Catalogue of Life.